# Adelardus van Cysoing
Adelardus of Adelhard van Cysoing is een heilige die stierf omstreeks het jaar 875. De feestdag van Sint-Adelardus is 16 december.
Hij was een zoon van de Frankische edelman Eberhard van Friuli, die de benedictijner Sint-Calixtusabdij in Cysoing had gesticht. Hier werd Adelardus abt.